# Schloss Sagan

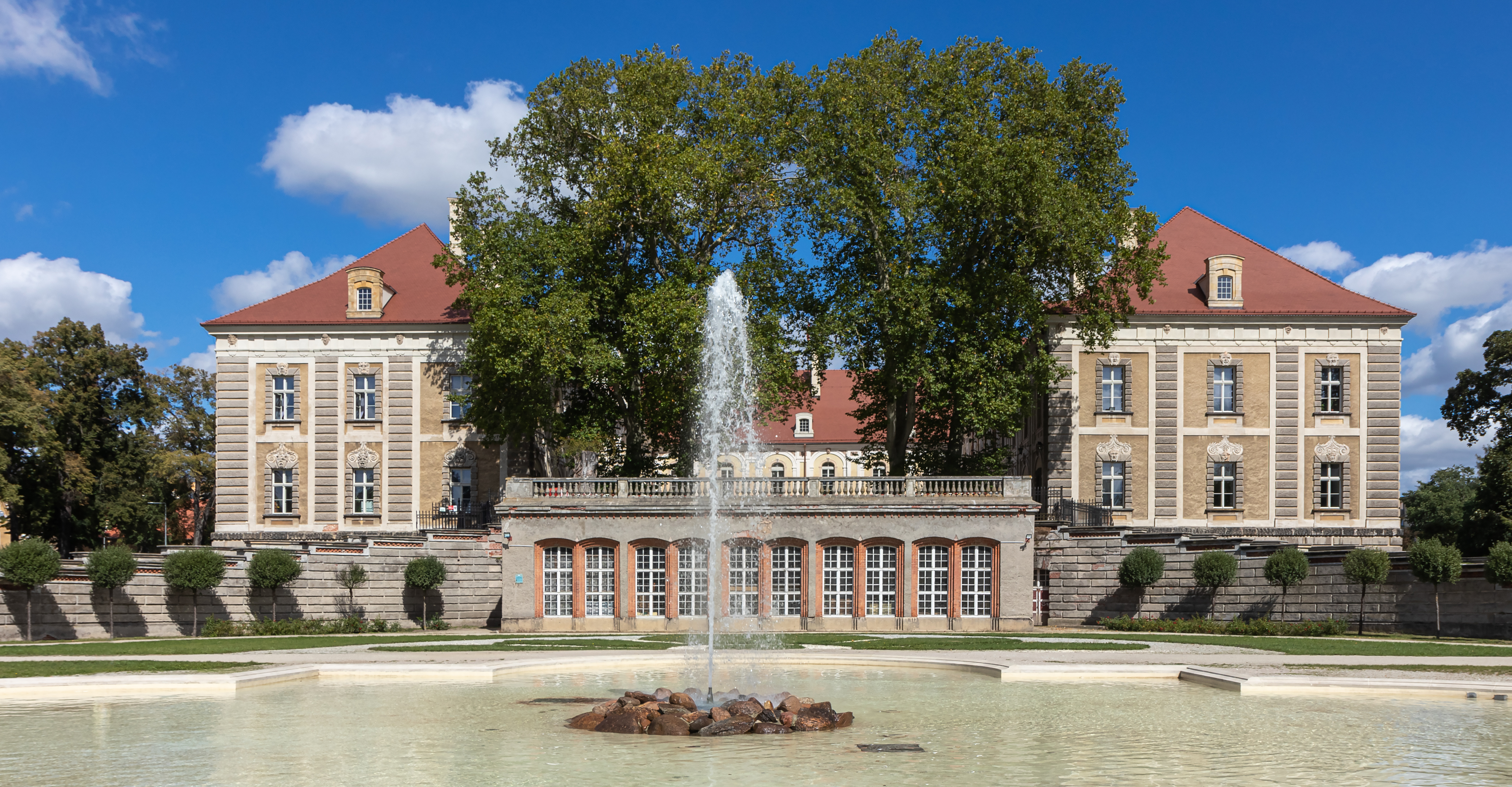
Schloss Sagan

Schloss Sagan (auch Herzogliches Schloss Sagan; polnisch Pałac w Żaganiu) ist ein Schloss in Żagań (deutsch Sagan) in der Woiwodschaft Lebus in Polen. Historisch gehörte es zum Herzogtum Sagan.

## Geschichte
Eine Kastellaneiburg in Sagan ist für 1202 urkundlich belegt. Sie bestand aus einer Holz-Erde-Anlage. Offenbar bestand bald auch eine zweite Burganlage, die 1284 der Saganer Herzog Konrad III. dem Augustiner-Chorherrenstift übergab, das in diesem Jahr von Naumburg am Bober nach Sagan verlegt worden war. Eine dritte Burg, auf die das heutige Schloss zurückgeht, gelegen am Ufer des Bober, wurde 1472 von Herzog Hans II. von Sagan an das Haus Wettin verkauft.
Nach einem Brand wurde diese Anlage für Herzog Georg von Sachsen als unregelmäßige Vierflügelanlage neu errichtet. Nach 1549 war das Schloss in Besitz der Habsburger, die die von Promnitz mit der Herrschaft belehnten. Im Jahr 1627 wurde das Herzogtum durch Kaiser Ferdinand II. an Albrecht von Wallenstein verkauft. Nach dessen Auftrag wurde unter Leitung von Vicenzo Boccacci unter Verwendung zweier bestehender Schlossflügel ein vierflügliger Neubau errichtet, der als erster Bau des Frühbarock in Schlesien gilt. Nach Ermordung Wallensteins wurden die Bauten eingestellt.

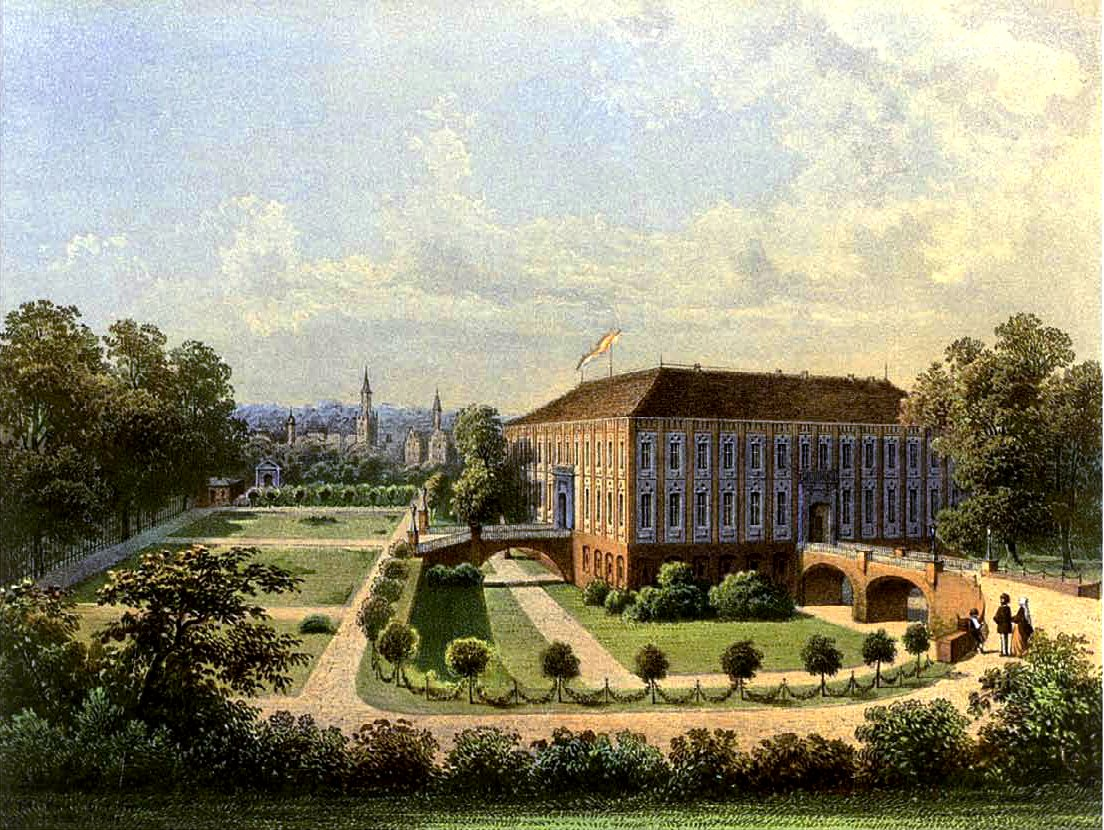
Schloss Sagan, Sammlung Alexander Duncker

Ab 1646 war Wenzel Eusebius von Lobkowicz mit der Herrschaft belehnt, der Antonio della Porta beauftragte den Bau mit leichten Abänderungen des ursprünglichen Plans fertigzustellen. Wenzel Eusebius’ Enkel Philipp ließ den Innenausbau vorantreiben. Ab 1786 war Herzog Peter Biron von Kurland in Besitz der Herrschaft und ließ Innenräume des Schlosses klassizistisch umgestalten, u. a. mit Stuckdecken nach Entwürfen von Christian Valentin Schultze. Herzog Peter ließ auch eine bedeutende Kunstsammlung anlegen. Seine Tochter Louise Pauline ließ 1839 im Ostflügel eine Kapelle nach Plänen von Leonhard Dorst von Schatzberg einbauen. Über die jüngste Tochter Herzog Peters, Dorothea von Sagan, gelangte das Schloss an die Talleyrand-Périgord, in deren Besitz das Schloss auch nach der kommunistischen Übernahme der Region blieb. Jedoch wurde das Schloss bei Einzug der Roten Armee und in den späten 1940er Jahren völlig ausgeplündert. Nach Instandsetzung von 1965 bis 1983 dient das Schloss als Kulturhaus der Stadt.

## Bauwerk
Das Schloss, auf hohem Sockelgeschoss errichtet, ist von drei Seiten von einem trockenen Graben umgeben. Die Fassaden sind durch gleichmäßig verteilte Fensterachsen und Lisenen gegliedert. Von der Seite des Bober führt eine Rampe, auf der bis 1945 die Orangerie stand, in den Innenhof. Dieser ist durch Blendarkaden akzentuiert.

## Schlosspark
Der Park von Sagan war im 19. Jahrhundert ebenso berühmt wie die Anlagen in Branitz und Muskau. Bereits um 1700 bestand ein Lustgarten am Schloss. Unter Herzogin Dorothea ließ Hofgärtner Friedrich Teichert bis 1860 einen 230 ha großen Park anlegen. Durch die örtlichen Gegebenheiten wurde der Park in drei Bereiche gegliedert: der Schlosspark am nördlichen Boberufer, den Mittelpark auf einer Insel im Bober und den Oberpark am gegenüberliegenden Ufer. Nahe der Orangerie war ein „Holländergarten“ mit äußerst üppigem Blumenflor angelegt, von dem heute nur eine Treppe zum Ufer, der „Froschbrunnen“ und Skulpturen-Postamente erhalten sind. Zwischen dem Bober und dem Karpfenteich befand sich der private Garten Dorotheas. Am Ende des Teichs finden sich noch heute die Figuren zweier angelnder Chinesen, die Staffagen des Landschaftsgartens bildeten.
Der Mittelpark war rein landschaftlich gestaltet. Wege, die nach Verwandten der Herzogin benannt waren, führten durch Laubwald und Wiesentäler. Von der „Petershöhe“ im Oberpark bot sich eine weite Aussicht über den Park und das Schloss. Im Mittelpark und Oberpark finden sich nur noch Spuren der ehemaligen Anlagen, während der Schlosspark umfassend saniert ist.